# Юрчаково (Архангельская область)
Юрчаково — деревня в Ленском районе Архангельской области. Входит в состав Козьминского сельского поселения.

## География
Находится в юго-восточной части Архангельской области на расстоянии приблизительно 2 км на запад-северо-запад по прямой от села Лена.

## История
Отмечалась в 1710 году как поселение с 5 дворами. В 1859 году здесь (деревня Яренского уезда Вологодской губернии) было учтено 12 дворов.

## Население
Численность населения: 96 человек (1859 год), 5 (русские 100 %) в 2002 году, 5 в 2010.